# Castro de Cepeda
Castro de Cepeda es una localidad del municipio leonés de Quintana del Castillo, en la Comunidad Autónoma de Castilla y León. El pueblo se encuentra en el valle del Río Tuerto, concretamente entre los regatos de la Reguera y el río de las Huelgas. Se accede a la localidad a través de la carretera LE-451.
La iglesia está dedicada a san Pelayo.

## Localidades limítrofes
Confina con las siguientes localidades:
- Al norte con Villarmeriel.
- Al sureste con Morriondo y La Veguellina.
- Al sur con Abano.
- Al este con Quintana del Castillo.

## Demografía
Evolución de la población
| Gráfica de evolución demográfica de Castro de Cepeda entre 2000 y 2017 |
|                                                                        |
| Población de derecho (2000-2017) según el padrón municipal del INE     |

## Historia
Así se describe a Castro de Cepeda en el tomo VI del Diccionario geográfico-estadístico-histórico de España y sus posesiones de Ultramar, obra impulsada por Pascual Madoz a mediados del siglo XIX:

Lugar en la provincia de León, partido judicial y diócesis de Astorga, audiencia territorial y capitanía general de Valladolid, ayuntamiento de Sueros; Situado en un llano; con libre ventilación y clima saludable. Tiene 11 casas; escuela de primeras letras durante el invierno con los pueblos de Abano y Veguellina, a que asisten unos 12 niños, el maestro está dotado con 60 reales, 4 libras de pan y 2 ó 3 reales al mes por cada alumno. La iglesia parroquial dedicada a San Pelayo, es matriz de la de Veguellina, y está servida por un cura de libre provisión. Confina N Villameriel; E San Félix de las Lavanderas; S La Veguellina, y O Bonillos. El terreno es todo llano y flojo. Producciones: lino, legumbres, centeno, patatas y pastos; cría ganado vacuno, lanar, cabrío y algún yeguar; caza de lobos, pues con frecuencia se ven a 5 y 6 juntos. Industria: 2 molinos harineros que solo muelen en el invierno. Población: 9 vecinos, 60 almas. Contribución: con el ayuntamiento.
Diccionario geográfico-estadístico-histórico de España y sus posesiones de Ultramar